# روبسون توليدو
روبسون توليدو (18 يوليو 1981 بساو باولو في البرازيل - ) هو لاعب كرة قدم برازيلي في مركز الوسط. لعب مع نادي أسكولي ونادي أودينيزي ونادي برو باتاريا ونادي بيروجيا ونادي بيستويسي ونادي تارانتو 1927 ونادي تريستينا ونادي رافينا ونادي كاتانزارو ونادي كافالا ونادي كريمونيسي ونادي كومو ونادي لوغانو ونادي نابولي وFC Rieti ‏ ونادي أريتسو وAtletico Roma FC ‏.

## وصلات خارجية
- روبسون توليدو على موقع قاعدة بيانات كرة القدم.إي يو (الإنجليزية)
- روبسون توليدو على موقع عالم كرة القدم.نت (الإنجليزية)